# Шарлота Павель
Євгенія Шарлота Павель-Кролл (пол. Eugenia Szarlota Pawel-Kroll; нар. 1947) — польська графікеса, художниця, коміксистка.
Відома, передусім, як авторка (сценарій та малюнки) серії коміксів про Клякса, Йонека і Йонку, з якими дебютувала 1973 року.